# جنگ‌افزار نیمه‌خودکار
جنگ‌افزار نیمه‌خودکار (به انگلیسی: Semi-automatic firearm) به سلاحی گفته می‌شود که توانایی شلیک تک تیر را داشته باشد.یعنی با هر بار چکاندن ماشه فقط یک گلوله شلیک می‌شود و سلاح برای شلیک بعدی مسلح می‌شود.
این سلاح‌ها در انواع تفنگ نیمه‌خودکار، شات‌گان نیمه‌خودکار و تپانچه نیمه‌خودکار موجود می‌باشد.

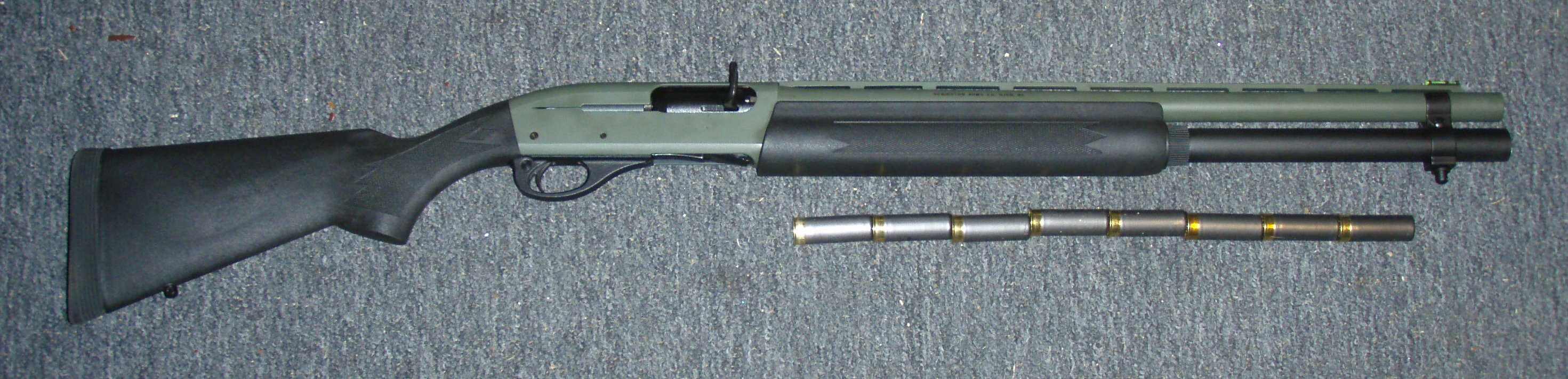
یک شات‌گان نیمه‌خودکار

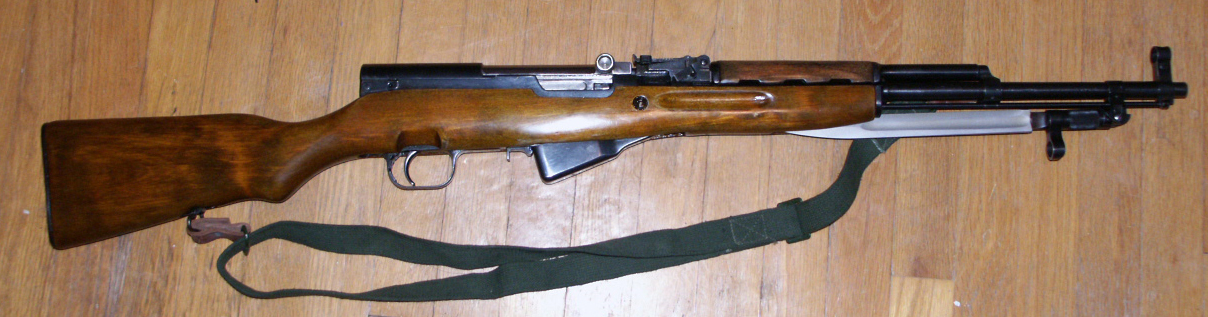
یک تفنگ نیمه‌خودکار

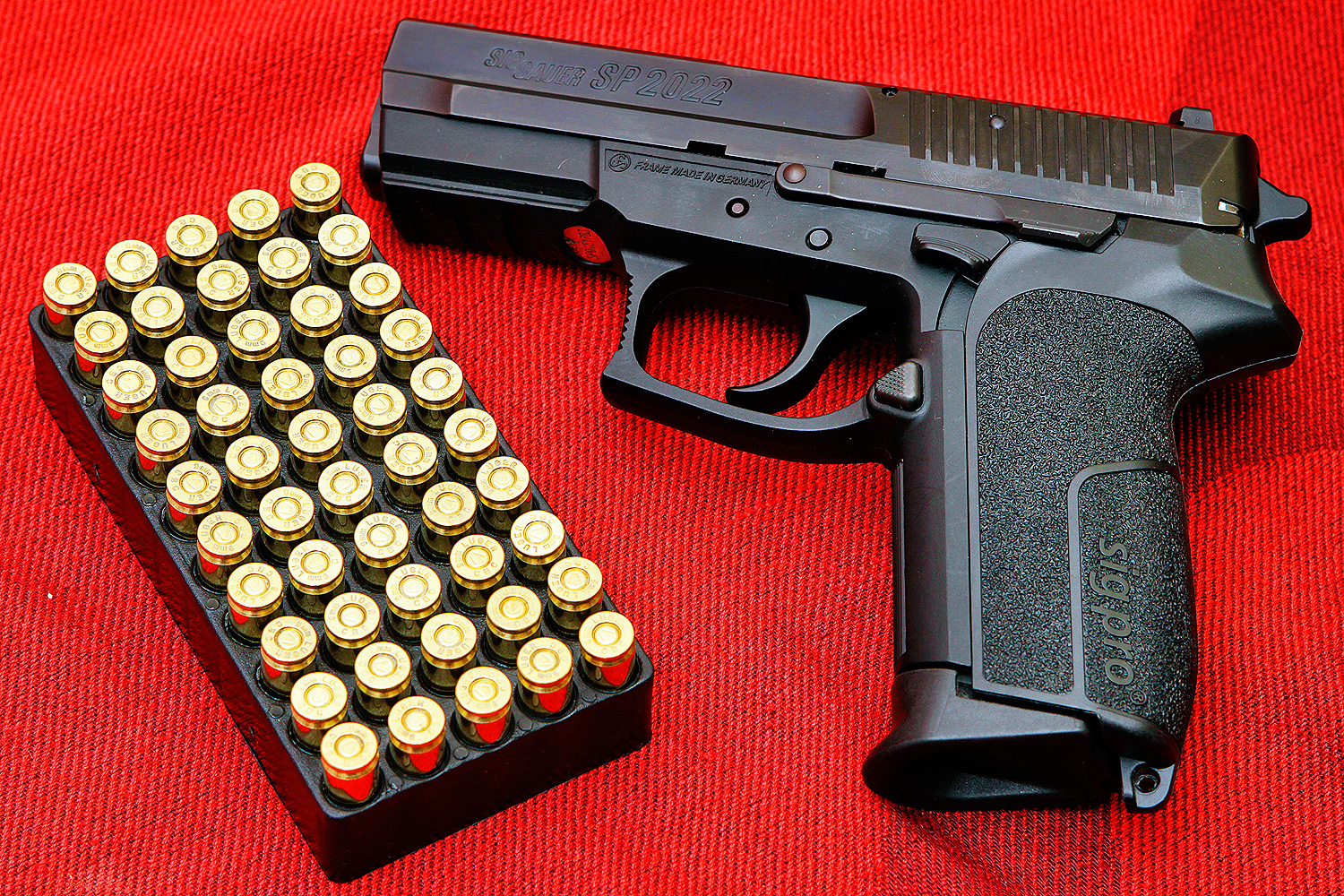
یک تپانچه نیمه‌خودکار